# Bailleul (Somme)
|  | Per a altres significats, vegeu «Bailleul». |

Bailleul és un municipi francès situat al departament del Somme i a la regió dels Alts de França. L'any 2007 tenia 259 habitants.

## Demografia

### Població

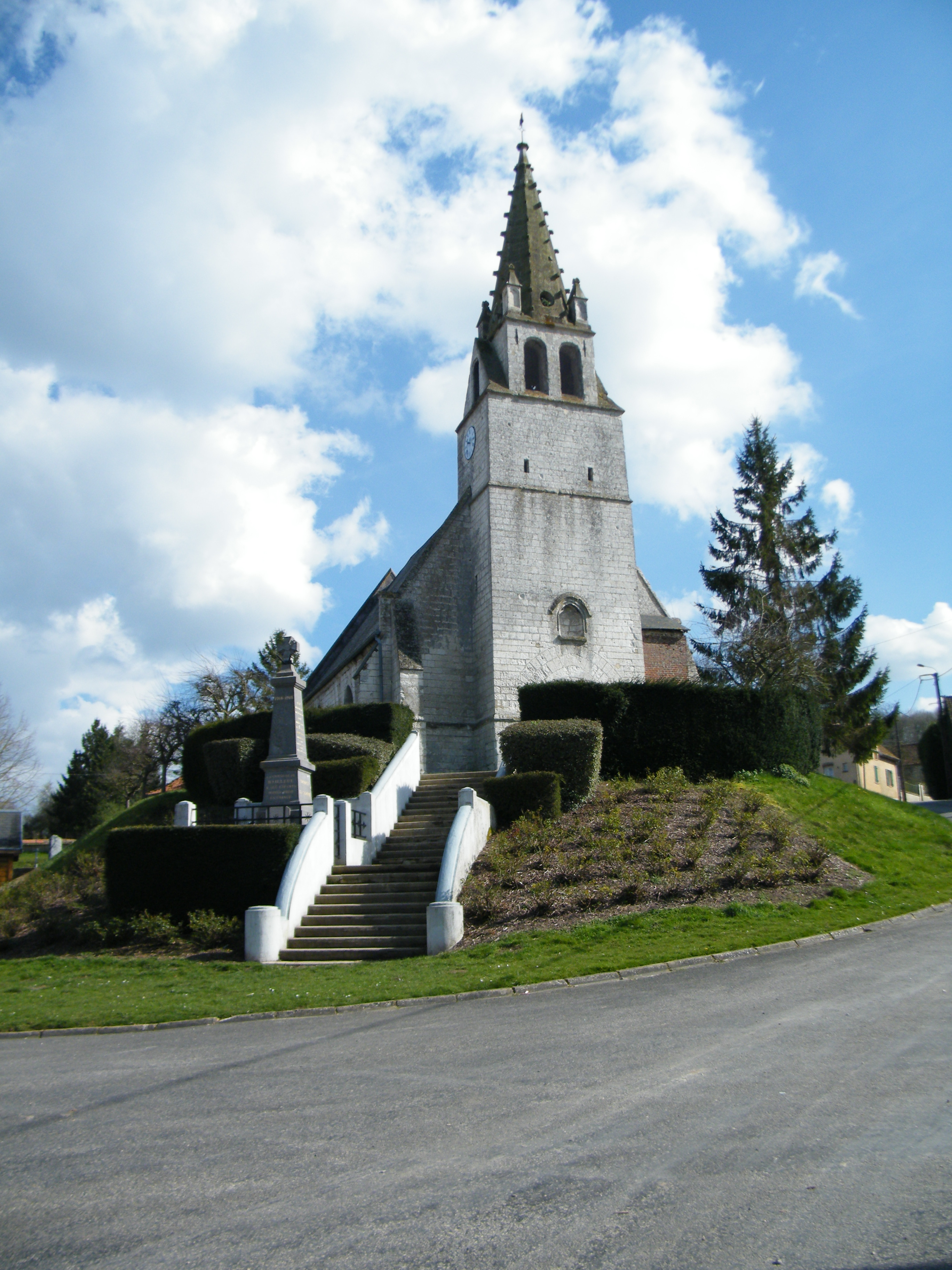
església

El 2007 la població de fet de Bailleul era de 259 persones. Hi havia 99 famílies de les quals 24 eren unipersonals (4 homes vivint sols i 20 dones vivint soles), 32 parelles sense fills i 43 parelles amb fills.
La població ha evolucionat segons el següent gràfic:
Habitants censats

### Habitatges

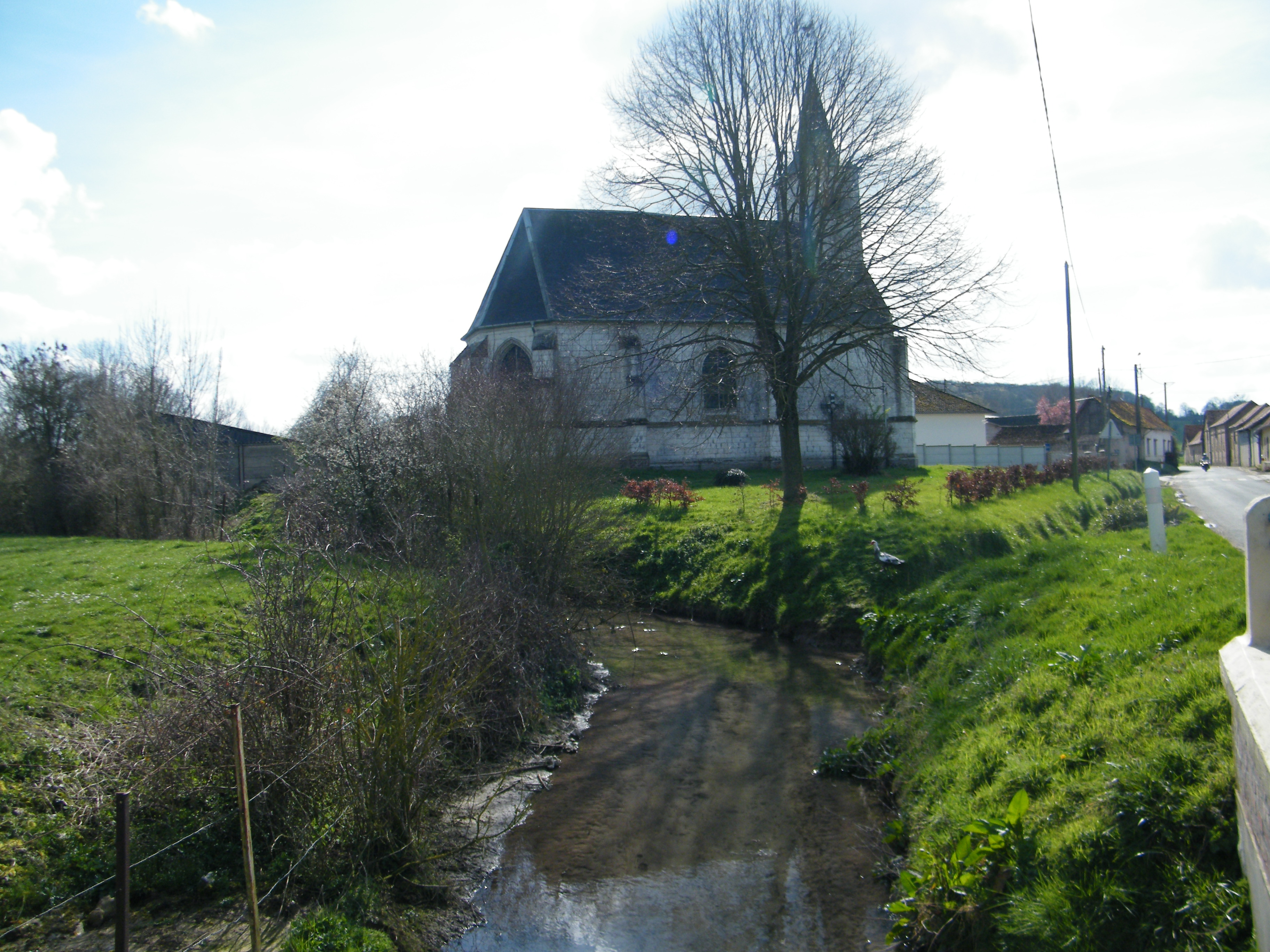

El 2007 hi havia 112 habitatges, 96 eren l'habitatge principal de la família, 7 eren segones residències i 9 estaven desocupats. 111 eren cases i 1 era un apartament. Dels 96 habitatges principals, 84 estaven ocupats pels seus propietaris, 10 estaven llogats i ocupats pels llogaters i 2 estaven cedits a títol gratuït; 4 tenien dues cambres, 14 en tenien tres, 24 en tenien quatre i 54 en tenien cinc o més. 63 habitatges disposaven pel capbaix d'una plaça de pàrquing. A 31 habitatges hi havia un automòbil i a 52 n'hi havia dos o més.

### Piràmide de població

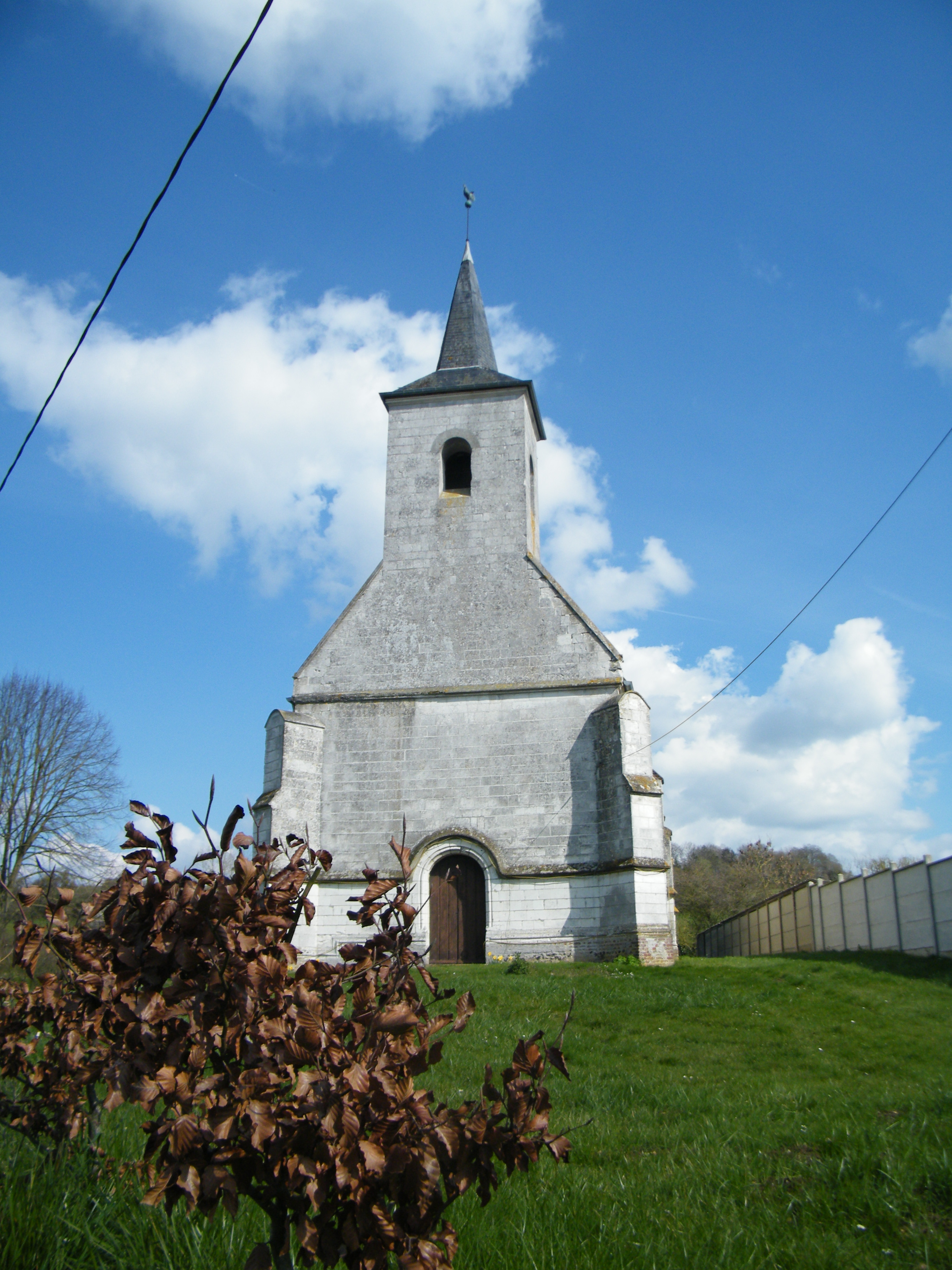

La piràmide de població per edats i sexe el 2009 era:
| Homes | Edats   | Dones |
| ----- | ------- | ----- |
| 0     | 95 o +  | 4     |
| 0     | 90 a 94 | 0     |
| 0     | 85 a 89 | 0     |
| 4     | 80 a 84 | 0     |
| 0     | 75 a 79 | 4     |
| 8     | 70 a 74 | 16    |
| 12    | 65 a 69 | 0     |
| 0     | 60 a 64 | 8     |
| 0     | 55 a 59 | 4     |
| 8     | 50 a 54 | 4     |
| 12    | 45 a 49 | 4     |
| 16    | 40 a 44 | 12    |
| 12    | 35 a 39 | 24    |
| 8     | 30 a 34 | 4     |
| 8     | 25 a 29 | 4     |
| 0     | 20 a 24 | 4     |
| 4     | 15 a 19 | 12    |
| 8     | 10 a 14 | 12    |
| 12    | 5 a 9   | 8     |
| 4     | 0 a 4   | 4     |

## Economia

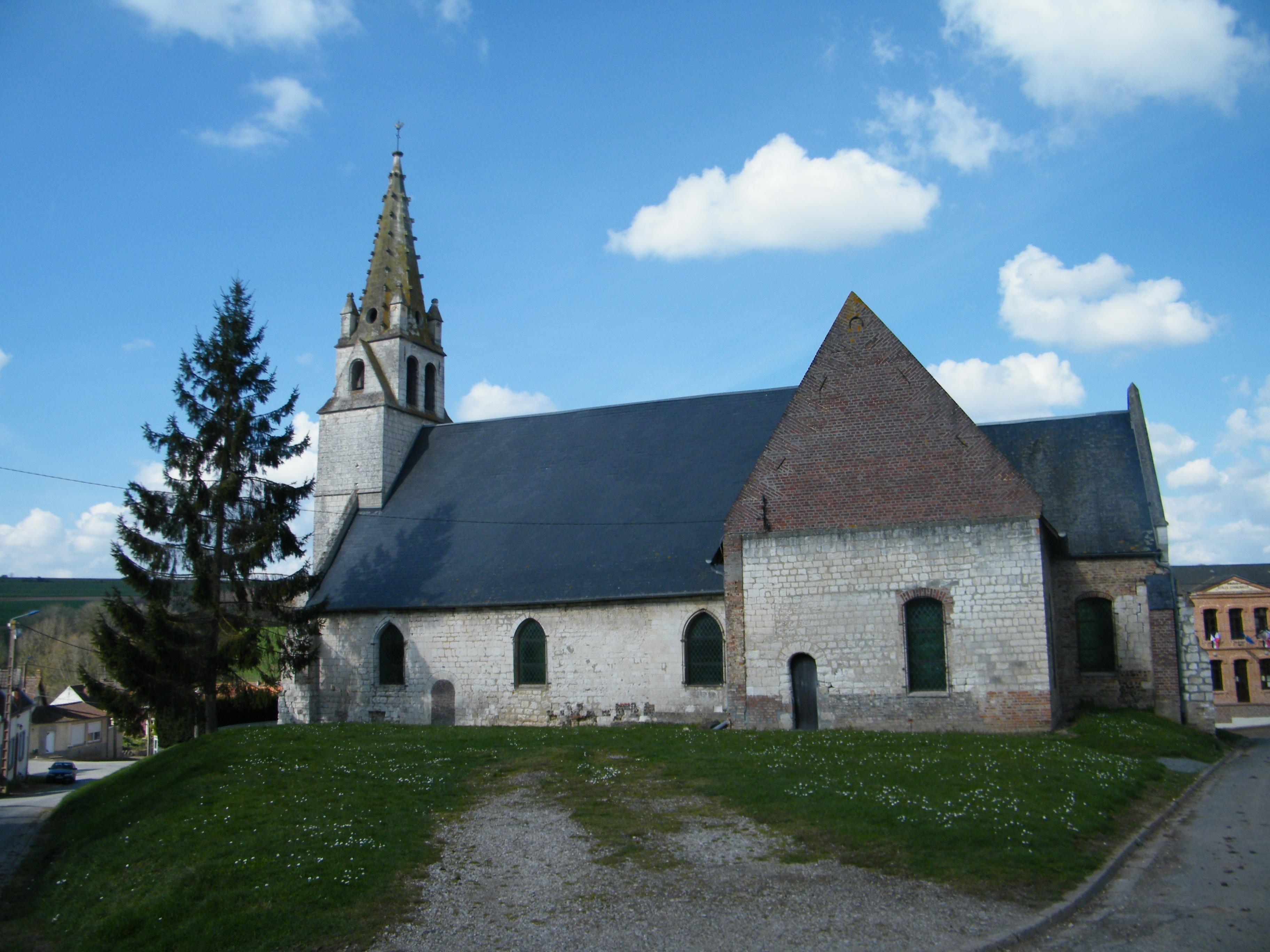

El 2007 la població en edat de treballar era de 170 persones, 117 eren actives i 53 eren inactives. De les 117 persones actives 112 estaven ocupades (60 homes i 52 dones) i 5 estaven aturades (2 homes i 3 dones). De les 53 persones inactives 18 estaven jubilades, 17 estaven estudiant i 18 estaven classificades com a «altres inactius».

### Ingressos

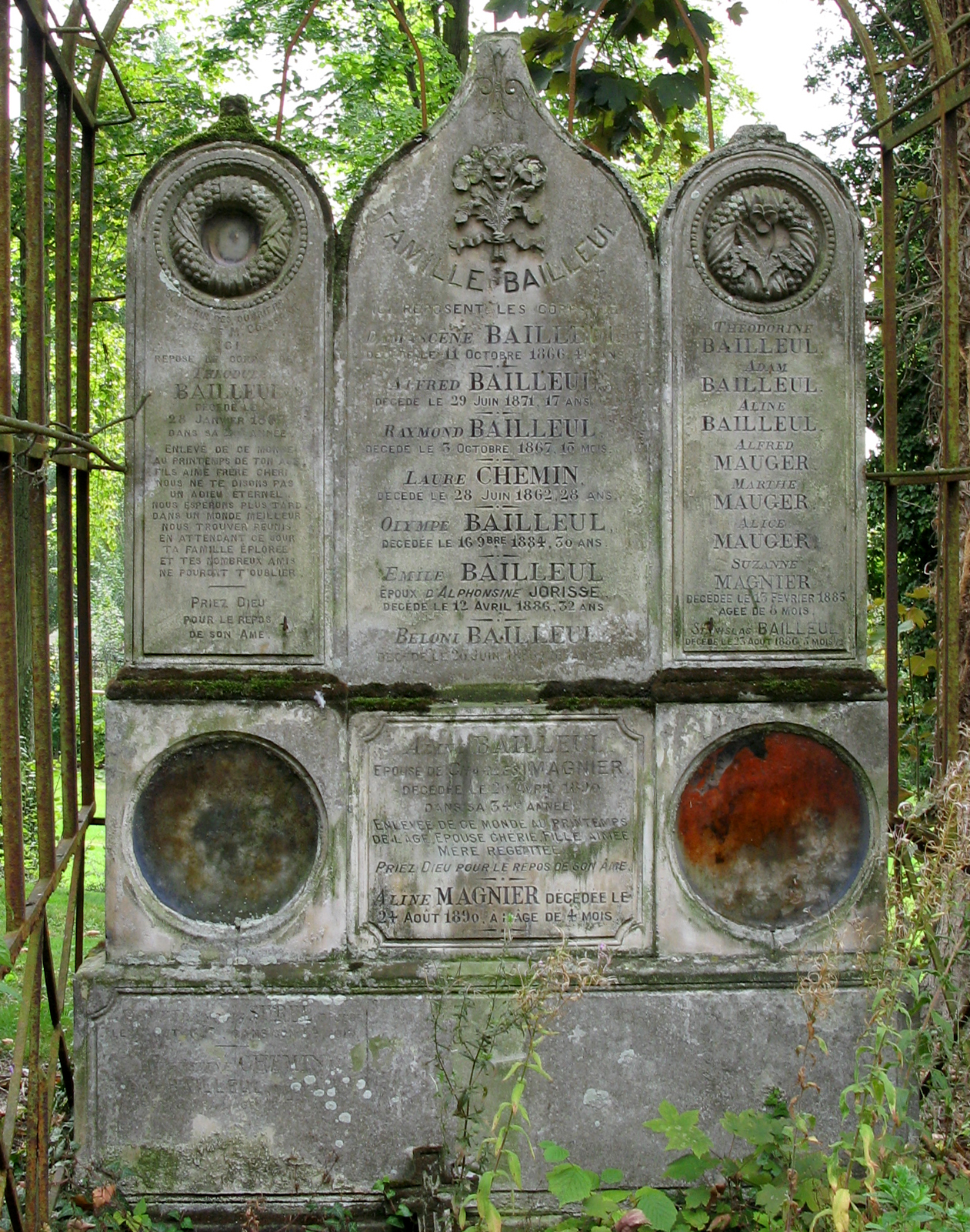

El 2009 a Bailleul hi havia 98 unitats fiscals que integraven 251 persones, la mediana anual d'ingressos fiscals per persona era de 15.931 €.

### Activitats econòmiques
Dels 2 establiments que hi havia el 2007, 1 era d'una empresa de fabricació de material elèctric i 1 d'una empresa de construcció.
L'any 2000 a Bailleul hi havia 22 explotacions agrícoles que ocupaven un total de 1.300 hectàrees.

## Poblacions més properes

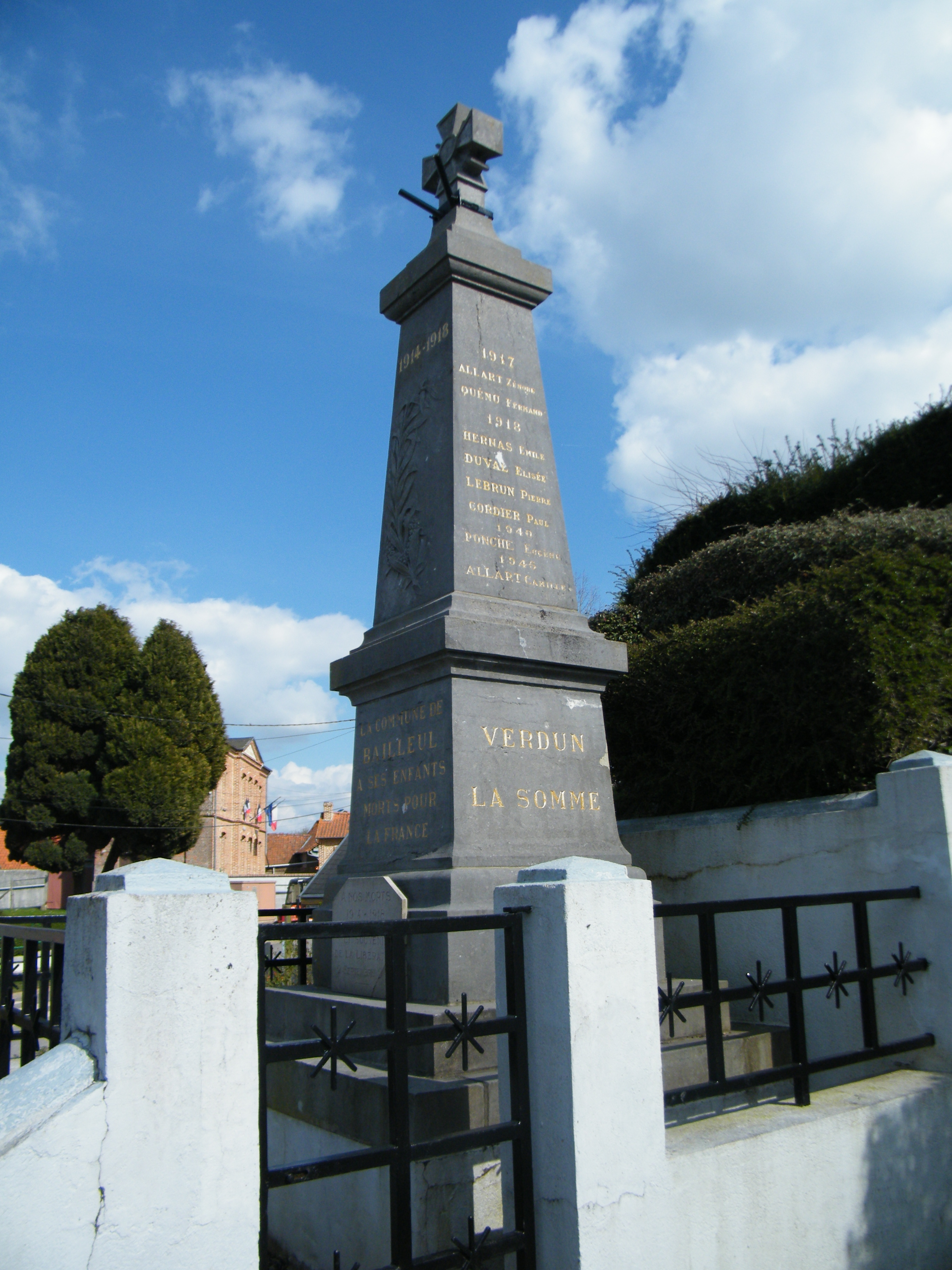

El següent diagrama mostra les poblacions més properes.